# 溁湾镇
濚灣鎮（溁：yíng，ying2）位於湖南省長沙市嶽麓區湘江西岸，東起老碼頭，西接濚灣橋，南至橘子洲大橋通程廣場。現屬於望月湖街道。據《長沙府嶽麓志》：「濚灣水出麓山左自之字港來，曲折數十裡為濚灣港，可通舟。濱江三裡穿孔，道繞濚灣市北以出，將入大江。」如今濚灣水早已淤塞，濚灣橋也已不存在，桥为明嘉靖元年（1522）吉简王所建。镇南周家台子为新民学会旧址。濚灣镇古称濚灣市，是长沙古代最早形成的集市之一。今溁湾镇为岳麓区的商业中心区 。2014年4月29日通车的長沙地鐵2號線在濚灣鎮設有濚灣鎮站。